# Les Engagés
Les Engagés (LE) (in francese: "Gli Impegnati"), noto con il nome di Centro Democratico Umanista (Centre démocrate humaniste, CDH) fino al 2022, è un partito politico belga di centro, attivo nella comunità francofona.
Di tradizione cristiano-democratica il partito, operante in Vallonia e a Bruxelles-Capitale, si profila come prosecutore del Partito Social-Cristiano (Parti social-chrétien - PSC), fondato nel 1968 a seguito della dissoluzione del Partito Sociale Cristiano unitario del Belgio.

## Storia

### Origini
Inizialmente in Belgio le istanze cristiano-democratiche erano raccolte prevalentemente dal Partito Sociale Cristiano. Nel 1968, tuttavia, il partito si suddivise in due distinti soggetti:
- in Vallonia, il "Partito Social-Cristiano", che nel 2002 assumerà il nome di Centro Democratico Umanista;
- nelle Fiandre, il "Partito Popolare Cristiano", il quale nel 2001 diverrà Cristiano-Democratici e Fiamminghi.

Il PSC vallone si caratterizzava per una scelta decisamente democratica: è il primo partito belga a far eleggere direttamente dagli iscritti i propri vertici, dal livello comunale a quello nazionale. Alle elezioni nazionali del 1981, 1985, 1987 ed il 1991, il partito conseguì una percentuale di consensi oscillante tra il 7,2 e l'8, eleggendo sempre tra i 18 ed i 20 deputati. Nel 1995, il PSC ottenne il 7,7% dei voti, ma elesse solo 12 deputati, che scesero a 10 nel 1999 (5,9% dei voti).

### Nascita delCentro Democratico Umanista
Nel 2001 il PSC muta in Centro Democratico Umanista, formazione che debutta alle elezioni parlamentari del 2003. Il partito, tuttavia, vede ulteriormente calare i propri consensi e seggi (5,5% dei voti ed 8 deputati). In controtendenza, invece, le elezioni regionali di Bruxelles, dove CDH, nel 2004, ha conseguito il 12,1% voti, contro i 7,9 del 1999. In Vallonia, invece, alle regionali del 2004, CDH ha confermato il 17% voti.
Alle elezioni parlamentari del 2007 il CDH ha visto incrementare i propri consensi, passando dal 5,5 al 6,1%, ed ha eletto 10 deputati, contro gli 8 uscenti. Alle elezioni parlamentari del 2010, il CDH ha ottenuto il 5,7% dei consensi e 9 seggi. Analoghi risultati ha ottenuto alle elezioni parlamentari del 2014.
Alle elezioni parlamentari del 2024 ottiene il 6,85% dei consensi ed 14 seggi, mentre alle contestuali elezioni europee ottiene il 5,38% e 2 seggi. Subito dopo le elezioni annuncia l'adesione al Partito Democratico Europeo, criticando la svolta conservatrice del PPE.

## Ideologia e posizioni
Nella sua incarnzione attuale, il partito si pubblicizza come un "movimento" che pone l'accento sull'iniziativa e l'impegno civico. LE ha abbandonato i riferimenti espliciti al cristianesimo democratico.
LE è favorevole alla NATO, all'Unione europea, alla laicità e difensore dei diritti LGBT.
Nella sua forma precedente, il CDH si presentava come un partito centrista e cristiano-democratico.
Il Centro è inteso come "privilegiare il dialogo al conflitto, la relazione alla competizione", per "riconciliare la libertà e l'uguaglianza, la solidarietà e la responsabilità". Centro, per il CDH, significa porsi al di là della destra e della sinistra, per offrire ai cittadini belgi un'alternativa alle ideologie del XX secolo.
I centristi si definiscono inoltre democratici, poiché "rifiutano il populismo, il razzismo e le semplificazioni" e perché "lo Stato deve lasciare un ruolo d'azione di decisione importante" ai cittadini.
Il CDH si definiva umanista. Per il CDH l'umanesimo democratico è una nuova visione politica, che supera il socialismo, il liberismo e l'ecologismo. Tale teoria vuole assicurare il superamento della società individualista e materialista, rimettendo le relazioni umane al centro dell'agire politico.
Al partito facevano riferimento due movimenti: a destra il Rassemblement du centre, nato nel 1982 in seguito alla dissoluzione del CEPIC (Centre politique des indépendants et cadres chrétiens); a sinistra Démocratie chrétienne Wallonie-Bruxelles.

## Presidenti

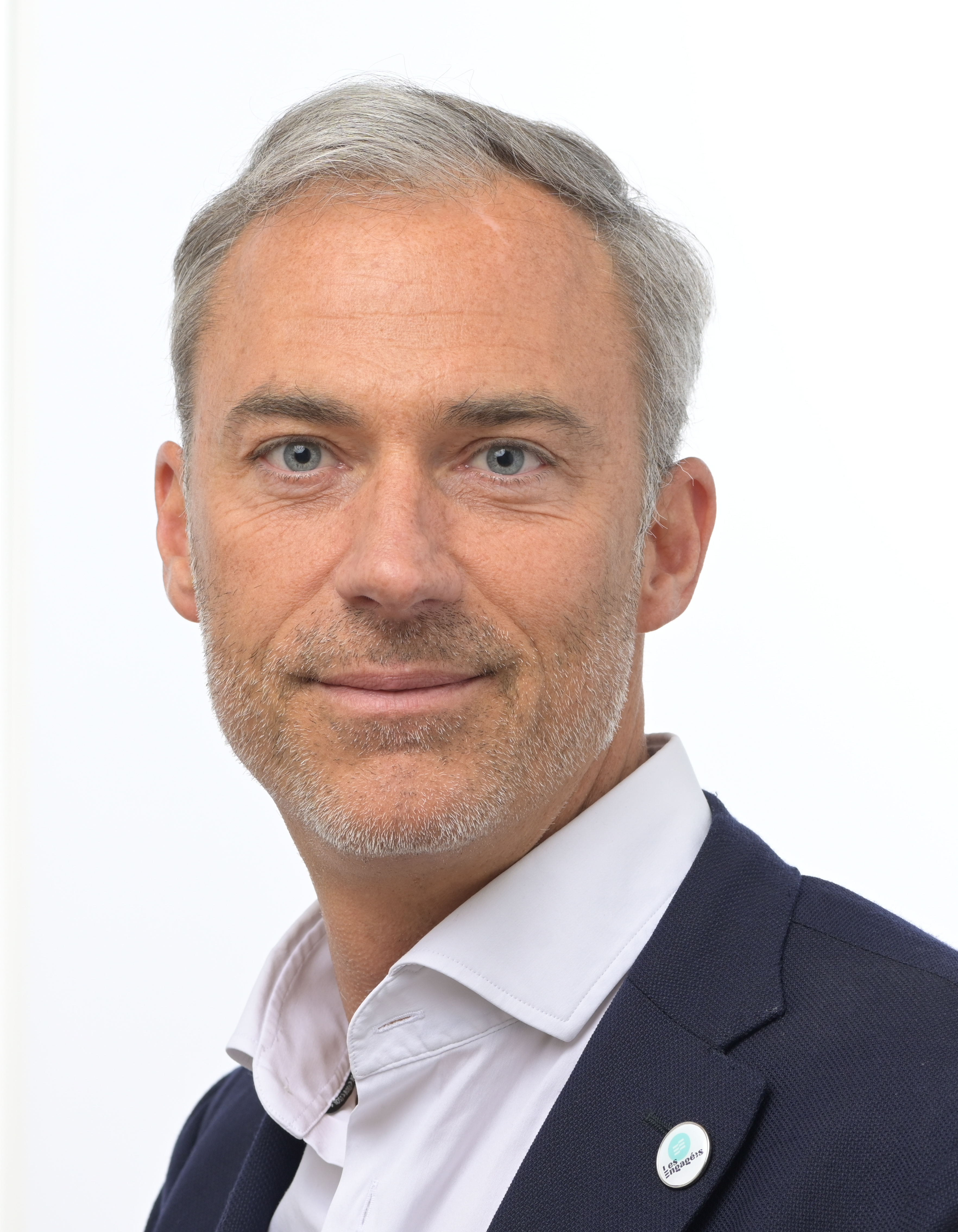
Yvan Verougstraete, attuale presidente

| Presidente                  | Periodo                             | Note |
| Partito Sociale Cristiano   | Partito Sociale Cristiano           | Partito Sociale Cristiano |
| --------------------------- | ----------------------------------- | --- |
| Léon Servais                | 31 maggio 1969 – 21 gennaio 1972    | Eletto il 31 maggio 1969, rieletto il 22 giugno 1970. |
| José Desmarets              | 21 gennaio 1972– 22 marzo 1972      | Presidente ad interim. |
| Charles-Ferdinand Nothomb   | 22 marzo 1972 – 19 ottobre 1976     | Eletto il 22 marzo 1972, rieletto il 30 luglio 1974. |
| Georges Gramme              | 19 ottobre 1976 – 8 ottobre 1977    | Presidente ad interim. |
| Charles-Ferdinand Nothomb   | 8 ottobre 1977 – 3 aprile 1979      | Eletto l'8 ottobre 1977. |
| Charles Hanin               | 3 aprile 1979 – 8 ottobre 1979      | Presidente ad interim. |
| Paul Vanden Boeynants       | 8 ottobre 1979 – 1º dicembre 1981   | Eletto l'8 ottobre 1979. |
| Gérard Deprez               | 1º dicembre 1981 – 29 marzo 1996    | Presidente ad interim fino al 10 febbraio 1982. Eletto il 10 febbraio 1982, rieletto il 28 gennaio 1985, 28 giugno 1988, 28 maggio 1991 e 7 luglio 1994. |
| Charles-Ferdinand Nothomb   | 29 marzo 1996 – 19 giugno 1998      | Eletto il 29 marzo 1996. |
| Philippe Maystadt           | 19 giugno 1998 – 23 ottobre 1999    | Eletto il 19 giugno 1998. |
| Joëlle Milquet              | 23 ottobre 1999 – 18 maggio 2002    | Eletta il 23 ottobre 1999. |
| Centro Democratico Umanista |                                     | |
| Joëlle Milquet              | 18 maggio 2002 – 1º settembre 2011  | Rieletta il 15 settembre 2003 e l'11 dicembre 2009. |
| Benoît Lutgen               | 1º settembre 2011 – 26 gennaio 2019 | Rieletto il 14 settembre 2014. |
| Maxime Prévot               | 26 gennaio 2019 – 12 marzo 2022     | Eletto il 26 gennaio 2019. |
| Les Engagés                 |                                     | |
| Maxime Prévot               | 12 marzo 2022 – 3 febbraio 2025     | Rieletto il 22 giugno 2022. |
| Yvan Verougstraete          | 3 febbraio 2025 – in carica         | Presidente ad interim, eletto ufficialmente il 13 aprile 2025.                                                                                           |

## Membri
- William Ancion
- André Antoine
- Josy Arens
- André du Bus de Warnaffe
- Christian Brotcorne
- Benoît Cerexhe
- Michel Coenraets
- Yves Coppieters
- Francis Delpérée
- Anne Delvaux
- Georges Dallemagne
- Jean-Pierre Detremmerie
- Élisabeth Degryse
- François Desquesnes
- Carlo Di Antonio
- Benoît Drèze
- Marc Elsen
- Jacques Étienne

- Hamza Fassi-Fihri
- Catherine Fonck
- Céline Fremault
- Alfred Gadenne
- Joseph George
- Alda Greoli
- Denis Grimberghs
- Pierre Harmel
- Michel de Lamotte
- Raymond Langendries
- David Lavaux
- Michel Lebrun
- Benoît Lutgen
- Guy Lutgen
- Vanessa Matz
- Joëlle Milquet
- Philippe Maystadt
- Pierre Migisha

- Charles-Ferdinand Nothomb
- Clotilde Nyssens
- Mahinur Özdemir
- Josly Piette
- Jean-Pol Poncelet
- Maxime Prévot
- Jean-Paul Procureur
- Joël Riguelle
- Véronique Salvi
- Marie-Martine Schyns
- Marie-Dominique Simonet
- Louis Smal
- Henri-François Van Aal
- Jean-Jacques Viseur
- Melchior Wathelet (padre)
- Melchior Wathelet (figlio)
- Brigitte Wiaux

## Risultati elettorali
| Elezione          | Voti    | %     | Seggi    |
| ----------------- | ------- | ----- | -------- |
| Parlamentari 2003 | 359.660 | 5,47  | 8 / 100  |
| Europee 2004      | 368.753 | 5,68  | 1 / 24   |
| Parlamentari 2007 | 404.077 | 6,06  | 10 / 100 |
| Europee 2009      | 327.824 | 4,99  | 1 / 22   |
| Parlamentari 2010 | 360.441 | 5,52  | 9 / 190  |
| Parlamentari 2014 | 336.184 | 4,98  | 9 / 150  |
| Europee 2014      | 277.246 | 4,414 | 1 / 21   |
| Parlamentari 2019 | 250.861 | 3,70  | 5 / 150  |
| Europee 2019      | 218.078 | 3,24  | 1 / 21   |
| Parlamentari 2024 | 472.755 | 6,85  | 14 / 150 |
| Europee 2024      | 383.837 | 5,38  | 2 / 22   |

## Simboli

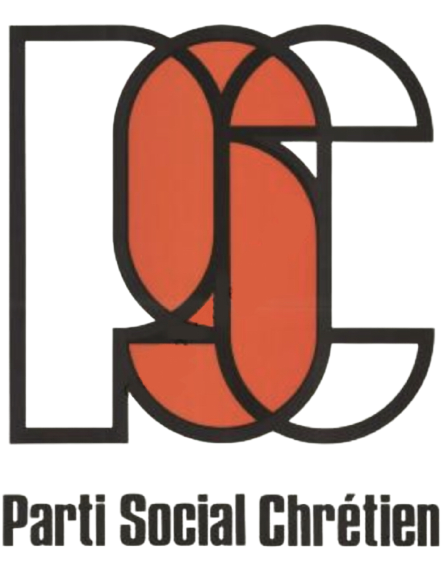
Logo utilizzato negli '80
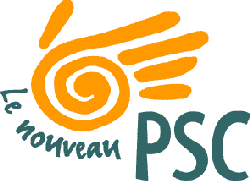
Logo utilizzato negli anno '90
Logo utilizzato dal 2002 al 2022
Logo utilizzato dal 2022